# Maria-Eleni Kordali
Maria-Eleni Kordali (11 de noviembre de 1989) es una deportista griega que compitió en bochas adaptadas. Ganó una medalla de oro en los Juegos Paralímpicos de Londres 2012 en la prueba de dobles (clase BC3).

## Palmarés internacional
| Juegos Paralímpicos | Juegos Paralímpicos   | Juegos Paralímpicos | Juegos Paralímpicos |
| Año                 | Lugar                 | Medalla             | Prueba              |
| ------------------- | --------------------- | ------------------- | ------------------- |
| 2012                | Londres (Reino Unido) | Medalla de oro      | Dobles BC3 mixto    |